# Szymon Konopacki

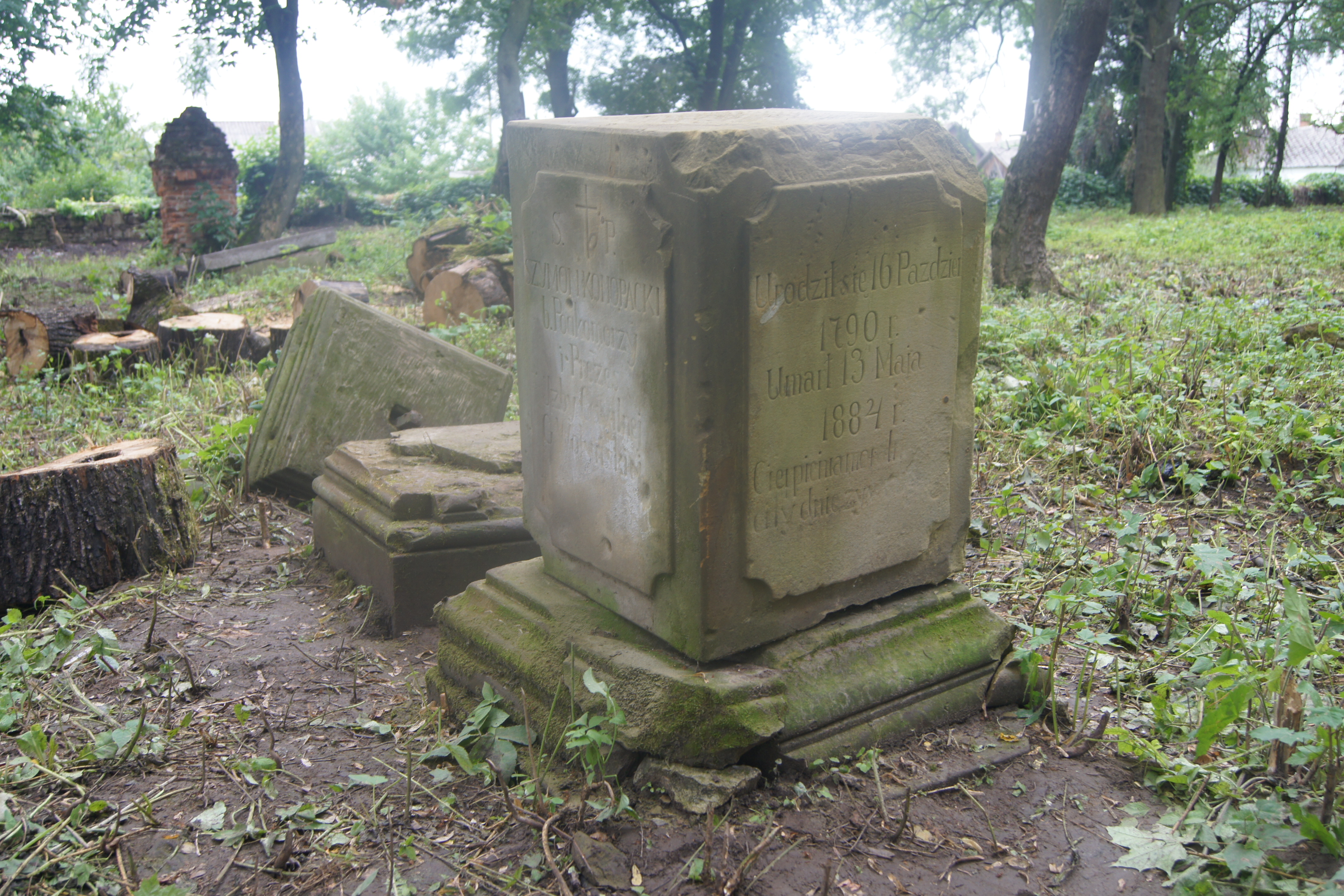
Nagrobek Szymona Konapackiego na cmentarzu w Zasławiu (2013)

Szymon Ewaryst Konopacki (ur. 16 października 1790 w Wołodkówce na Ukrainie, zm. 13 maja 1884) – polski poeta, pisarz, tłumacz i pamiętnikarz. Podkomorzy, prezes Izby Cywilnej Gminy Wołyńskiej, marszałek powiatu zasławskiego.

## Życiorys
Syn Prokopa Konopackiego herbu Trzaska, oraz Ludwiki Grabowskiej . Kształcił się w Międzyrzeczu Koryckim w szkołach pijarskich, oraz w konwikcie ks. Dominikanów w Lubarze. W 1809 r. rozpoczął edukację w dziedzinie prawa w palestrze żytomierskiej, przy mecenasie Nikodemie Szczepkowskim. W wieku 21 lat wybrany został podsędkiem sądu ziemskiego zwahelskiego. Po zrzeczeniu się stanowiska, przeniósł się  do Warszawy i z pomocą poety Alojzego Felińskiego otrzymał stanowisko sekretarza w komisji regulacji handlu i żeglugi we wszystkich prowincjach przed rokiem 1772. Po zamknięciu komisji wrócił na Wołyń i mianowano go prokuratorem funduszy edukacyjnych liceum krzemieniciego, by następnie przyjąć stanowisko podkomorzego zwiahelskiego. W roku 1844 poprzez głosy szlachty, został obwołany prezesem Izby Cywilnej Wołyńskiej, i marszałkiem powiatu zasławskiego. 
Mieszkał w dzierżawionym od Kazimierza Budzyńskiego majątku Ozarówka, w Ławrynowcach k. Zasławia oraz w Chechelivka na Podolu. W roku 1826 ożenił się z Klementyną Łaźnińską podkomorzanką ostrogską.  Ojciec trzech synów i czterech córek.
Został pochowany w Zasławiu.

## Twórczość
Autor powieści "Starosta Wilczek", ballad jak "Trzy Krzyże pod Brykowem", piosenek jak "Tych brzóz kilka, ten szmer wody" i popularnych wierszy lirycznych zebranych w tomie „Poezje”. Poezje drukowane były w czasopismach od roku 1815, oddzielne wydanie zbiorowe ukazało się w 1841 roku.  
Poezje:  
Ballada; Trzy Krzyże pod Brykowem
„Tam za rękę ściska Jana,  
Z Ludwikiem sam na sam chodzi,
Przy Karolu zapłakana
Maryniu! tak się niegodzi!

Marynia szepce do ucha
Marynia chłopców uwodzi,
Marynia matki niesłucha
Maryniu! tak się niegodzi !"

Wstyd jej okrył twarz rumianą,
Spuszcza w ziemię czarne oczy;
Całuje matkę w kolano,
I po twarzy łza się toczy.

„Któż zasmucił dziecię moje
Gdy ja ojciec żyję jeszcze?
Chodź, niech twą żałość ukoję!
Chodź! Maryniu ja popieszczę.“

Wiesza się ojcu na szyje
Szlocha, szlocha, a łzy płyną:
Lecz co się w jej sercu, kryje ?

O l niapoczciwa dziewczyno! i t. d.
Ballada; "Staś obłąkany w Zieleńcach",
"Przeznaczenie róży",
"Przestroga matki",

"Do J.B." (I, II, II, - piosenka z roku 1814 r.),
Ustał wietrzyk, błyszczą wody,
Żaden się listek nie ruszy,
Ach! czemuż takiej pogody
Nie doświadczam w mojej duszy!
Myślałem chodząc w te strony,
Ze moja młodość upłynie,
Jak ten kwiatem ubarwiony
Spokojny strumyk w dolinie.
Ale dostrzegłszy w twem oku
Wdzięk, co mą duszę zachwyca
Zadrżałem, jak w tym potoku
Drzy blade światło księżyca.
"Chwila Szczęścia",
"O Lucynie",
"Pożegnanie",
"Do Pączka",
"Do psa mojego",
"Naśladowanie z Gesnera",
"Cyd po Śmierci", ballada hiszpańska z wieku XI,
"Szczerota".
Tłumaczył utwory innych poetów, w szczególności George'a Byrona jak również powieści w tym  "Przygody Telemaka" autorstwa François Fénelon, jednak z uwagi na ogrom ilości wymaganej pracy nie została ukończona i pozostała  w postaci rękopisu. Napisał też wierszowaną powieść „Święty Stanisław” (1842). 
Jego jednym z największych dzieł jest „Chronologia dziejów Królestwa Polskiego dla młodego pokolenia”  2 tomy (1790-1884). Dużą wartość mają jego „Pamiętniki” (1899, 2 tomy) i „Moja druga młodość” (pamiętniki z lat 1816–1826), wyd. 1900, 2 tomy. Pisał również artykuły historyczne do Encyklopedii Orgelbranda, np. artykuł poświęcony rodowodowi hrabiów Ilińskich, czy też artykuł o miejscowości Hryców.